# Anthene levis
Anthene levis är en fjärilsart som beskrevs av William Chapman Hewitson 1878. Anthene levis ingår i släktet Anthene och familjen juvelvingar. Inga underarter finns listade i Catalogue of Life.

## Bildgalleri

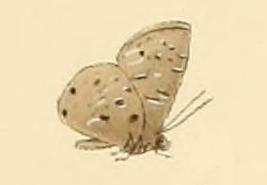
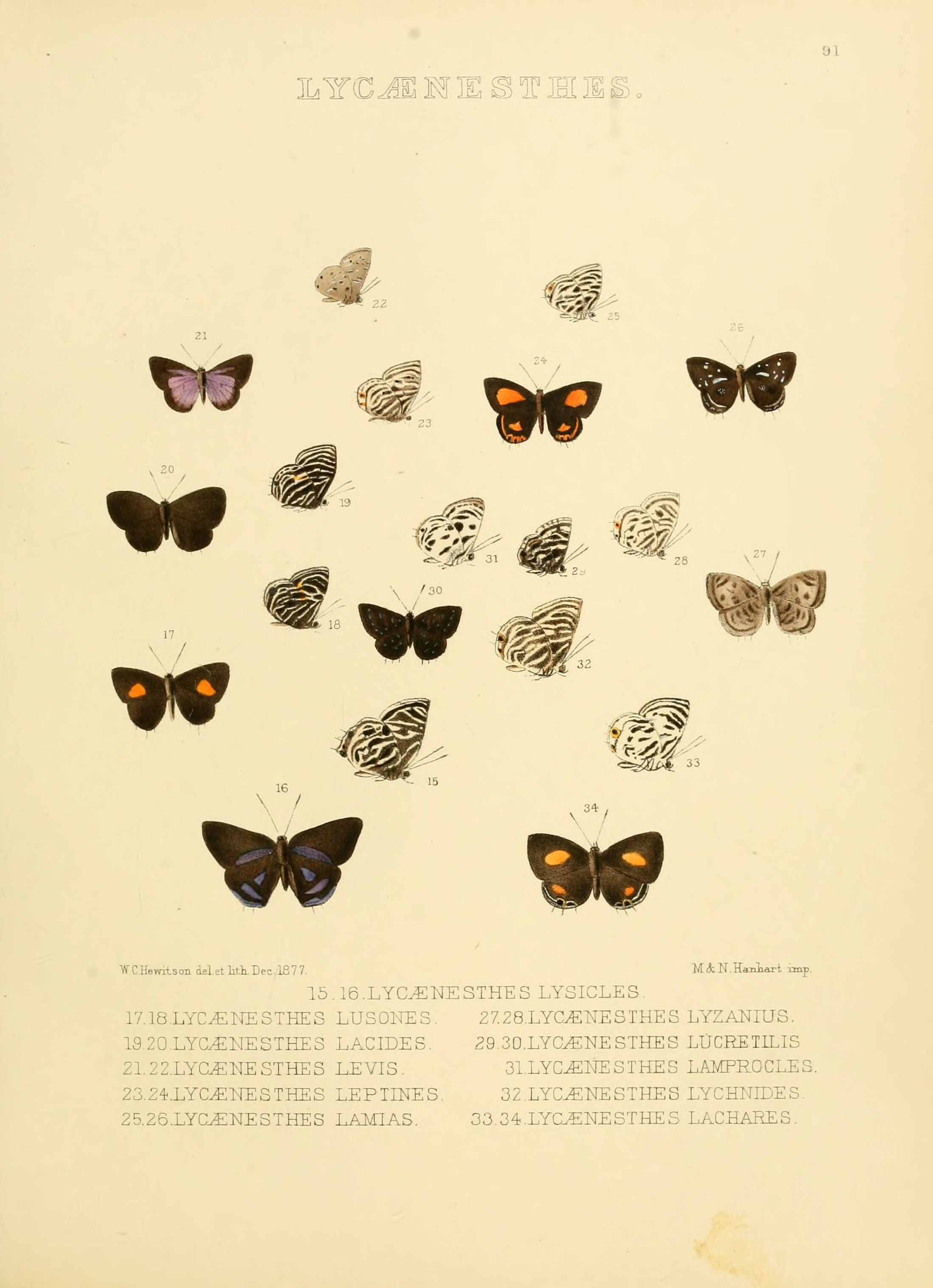